# Моленар, Клас
Клас (Николас) Моленар (нидерл. Nicolaes (Claes, Klaes) Molenaer; между 1626 и 1628, Харлем — декабрь 1676, там же) — голландский живописец-пейзажист, рисовальщик и гравёр «Золотого века» голландской живописи. Младший брат художников Бартоломеуса и Яна Минсе Моленара.

## Биография
Клас Моленар родился в Харлеме между 1626 и 1628 годами, вероятно, был учеником своего брата Яна Минсе, в доме которого в Амстердаме он жил с февраля 1637 по ноябрь 1648 года. Его самая ранняя работа датируется 1644 годом. В 1651 году Клас возвратился в Харлем, где был принят в Гильдию Святого Луки.
Клас Моленар писал преимущественно бытовые сцены и «панорамные пейзажи» (многие из которых зимние). Возможно, он был учеником Саломона ван Рёйсдала. В его творчестве также заметно влияние произведений Якоба ван Рёйсдала и Яна ван Гойена.
Всю свою жизнь он работал в Харлеме. Клас Моленар умер в Харлеме и был похоронен в церкви Св. Бавона 31 декабря 1676 года.
В санкт-петербургском Эрмитаже имеются четыре картины Класа Моленара.

## Галерея

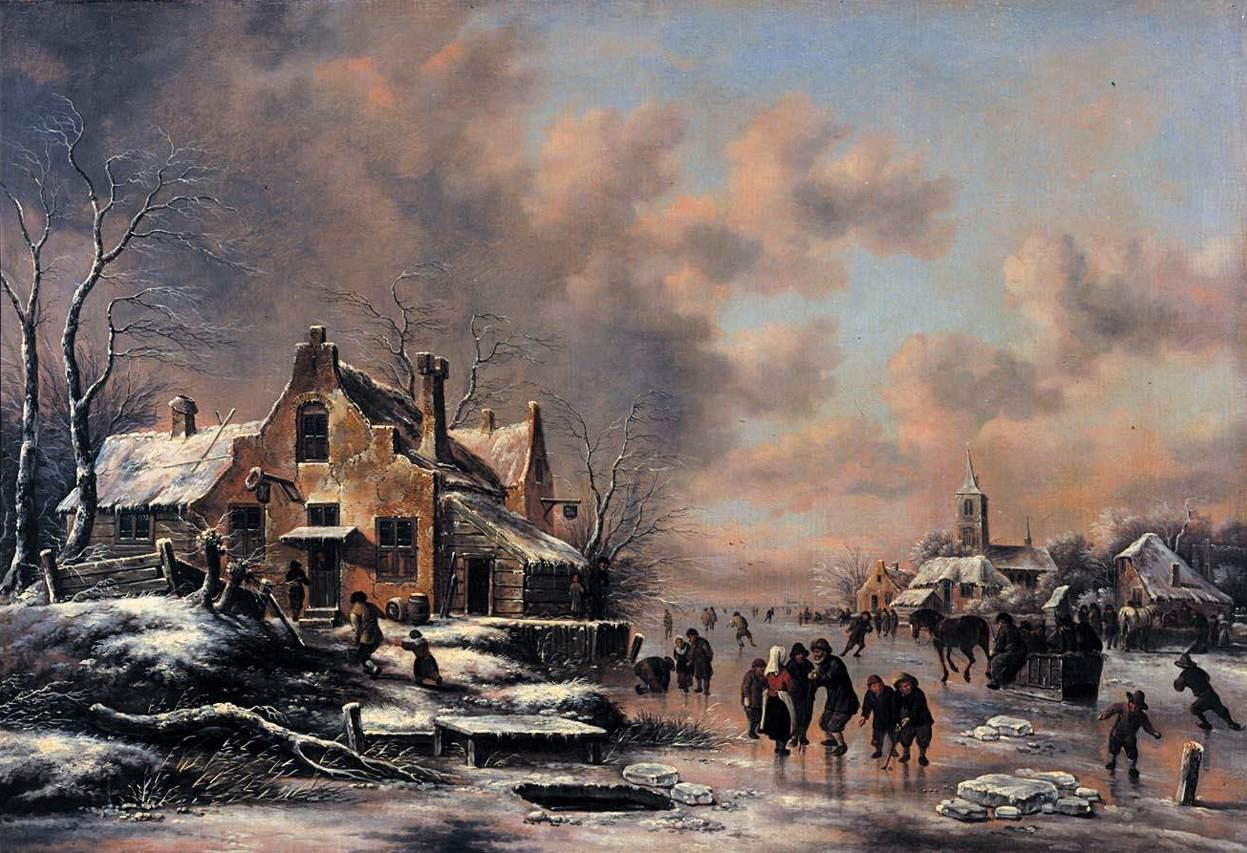
Зимний пейзаж. Ок. 1660. Холст, масло. Частное собрание
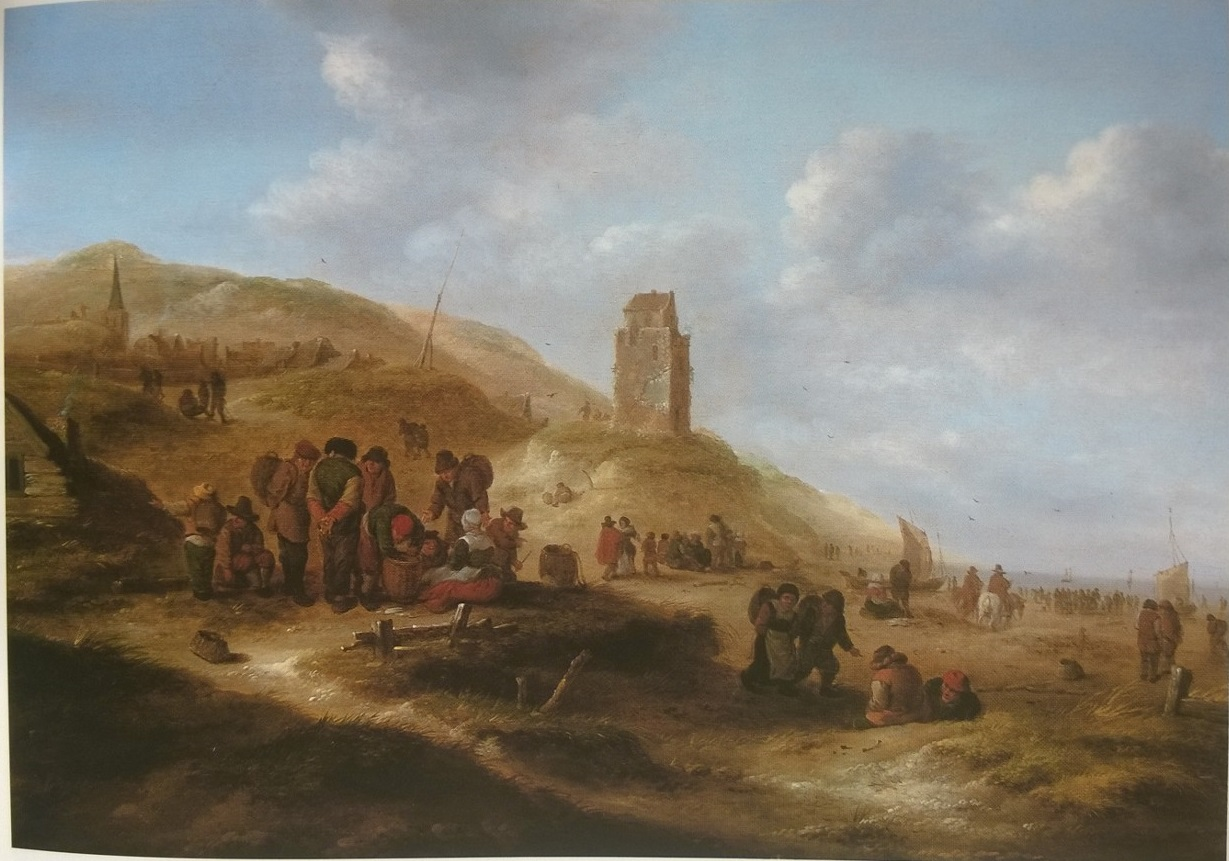
Побережье в Зандворте. 1660. Дерево, масло. Частное собрание
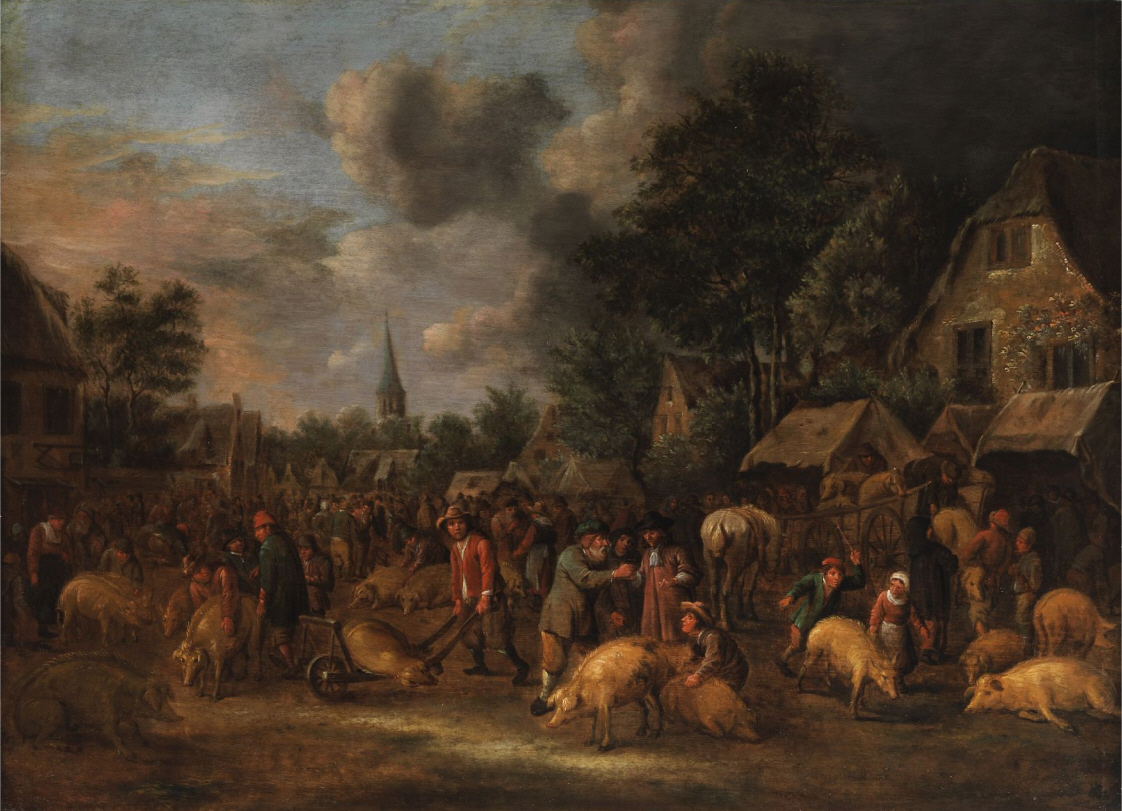
Ярмарка свиней в голландском городке. Дерево, масло. Частное собрание
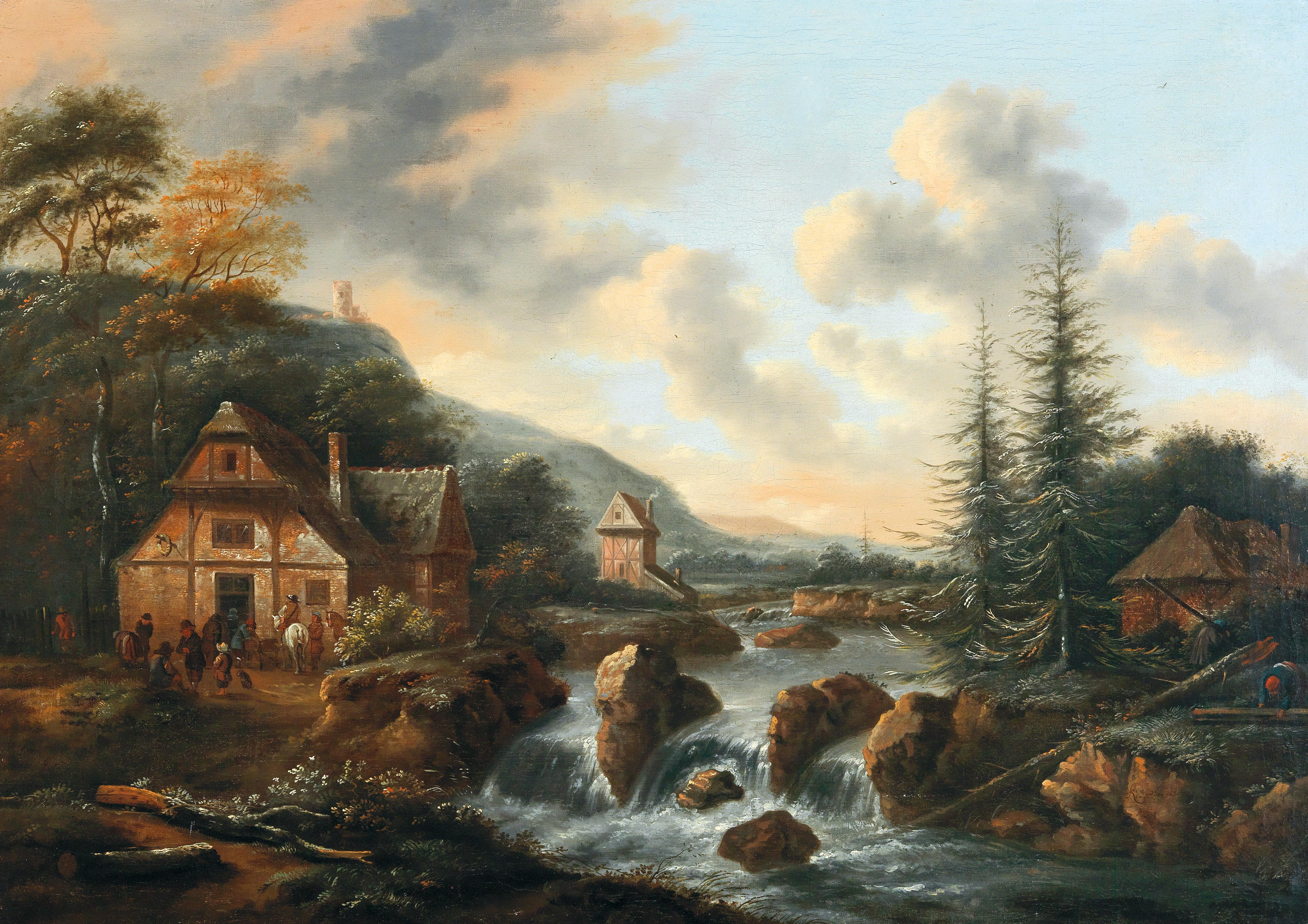
Скандинавский пейзаж с путниками перед таверной. 1676. Холст, масло. Частное собрание
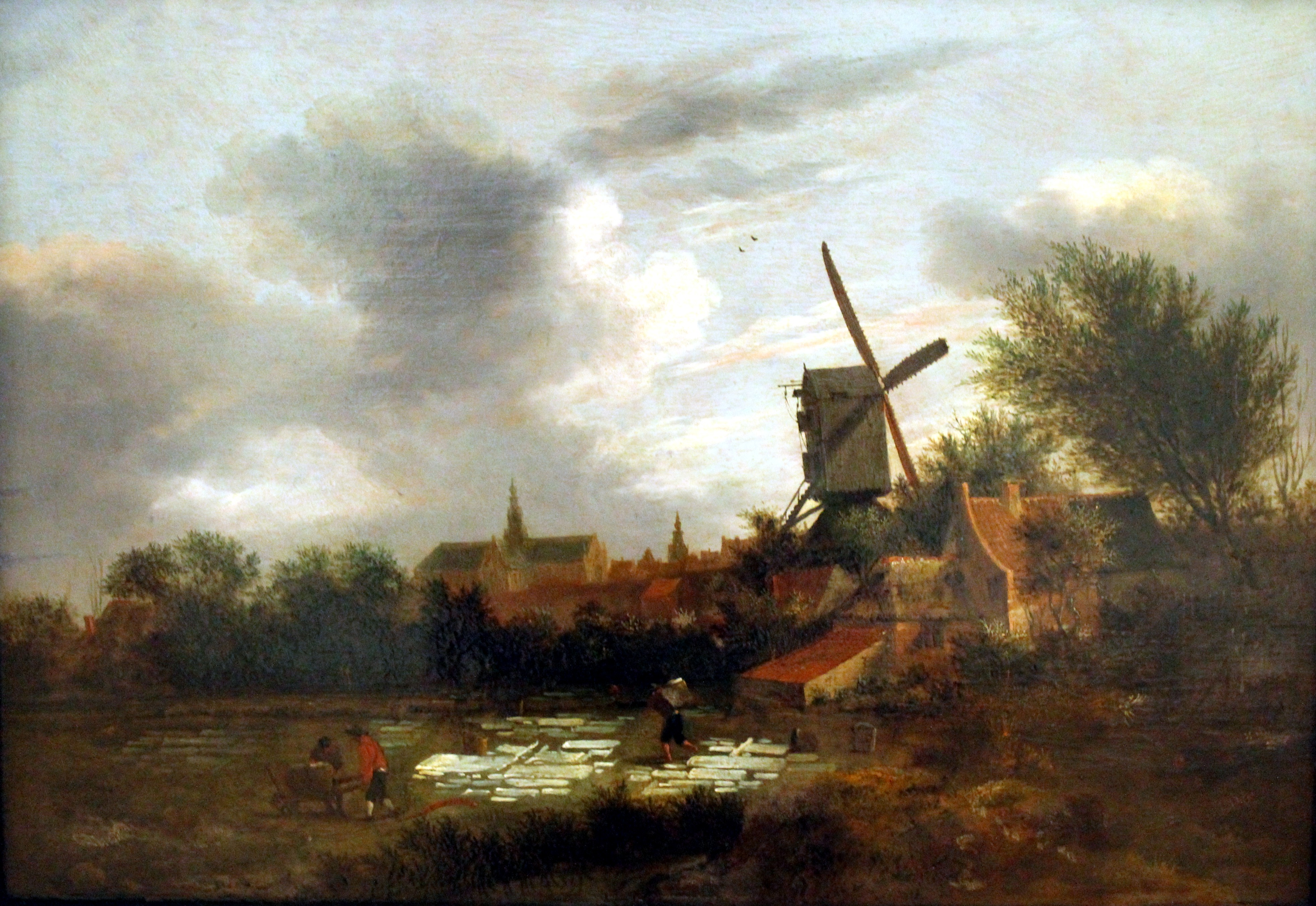
Отбеливание тканей возле Харлема. Музей изобразительных искусств, Лейпциг
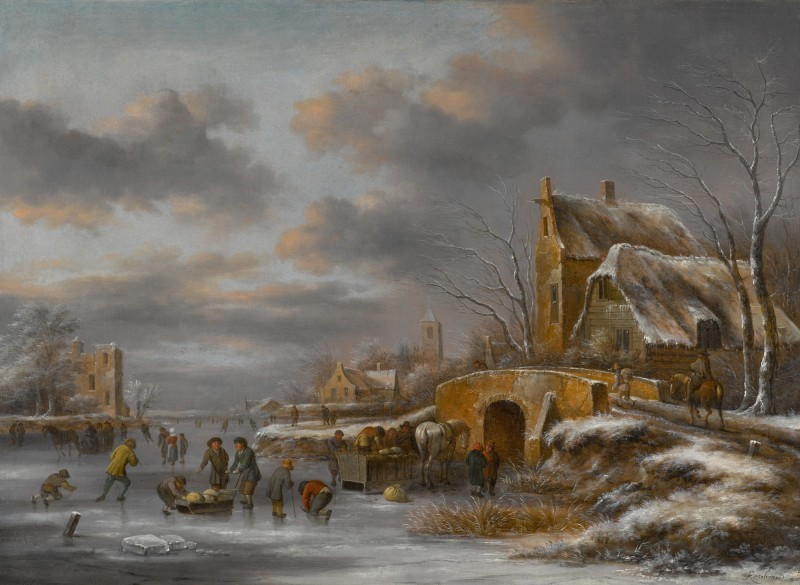
Зимний пейзаж с фигурами, катающимися по замёрзшей реке. Холст, масло. Частное собрание